# ليمور بونجولافا فأري
ليمور البونجولافا الفأري هو نوع من الليمورات الفأرية يستوطن مدغشقر. يعيش في نطاق محدود من الغابات النفطية الغربية، في غابة أمبوديماهابيبو وغابة البونجولافا بين نهر صوفيا ونهر ماهاجامبا. كذلك هو ليمور فأري كبير نسبيًا يبلغ طوله الإجمالي من 26 إلى 29 سم، بما في ذلك 15 إلى 17 سم لذيله.